# Каджіадо (графство)
Каджіадо — графство в колишній провінції Рифт-Веллі в Кенії. Населення становить 687 312 осіб, площа 21 292,7   км².  [Архівовано 29 грудня 2019 у Wayback Machine.] Повіт межує з Найробі і простягається до кордону Танзанії на південь. Столиця округу — Каджіадо, але найбільшим містом є Нгонг. Основна його туристична пам'ятка — дика природа.

## Адміністрація
| Місцеві органи влади (ради) |       |           |                     |
|                             |       |           |                     |
| Авторитет                   | Тип   | Населення | Міський поп. розмір |
| Каджіадо                    | Місто | 12,204    | 9,128               |
| Olkejuado                   | Повіт | 393,850   | 71,223              |
| Всього                      | -     | 406,054   | 80351               |
| * 1999 перепис Джерело      |       |           |                     |

Повіт поділений на сім адміністративних відділів. Новостворений відділ Ісінія не включений до наступної таблиці на основі перепису 1999 року:
| Адміністративні підрозділи |             |                |               |
|                            |             |                |               |
| Відділ                     | Населення * | Міський поп. * | Штаб-квартира |
| Центральний                | 69 402      | 16 444         | Каджіадо      |
| Лойтокіток                 | 95,430      | 7 495          | Лойтокіток    |
| Магаді                     | 20,112      | 0              | Магаді        |
| Машуру                     | 35 666      | 2248           | Машуру        |
| Наманга                    | 35,673      | 5,503          | Наманга       |
| Нгонг                      | 149,771     | 20 657         | Нгонг         |
| Всього                     | 406,054     | 38 299         | -             |
| * 1999 перепис Джерело:, , |             |                |               |

### Виборчі округи
- Центральний округ Каджіадо
- Північний округ Каджіадо
- Південний округ Каджіадо
- Східний округ Каджіадо
- Західний округ Каджіадо

| Повіт                            | Статистика для графства (Відсоток) |
| -------------------------------- | ---------------------------------- |
| Грамотність                      | 55,4                               |
| Відвідування школи (15-18 років) | 44,9                               |
| Асфальтована дорога              | 5,9                                |
| Хороші дороги                    | 38,4                               |
| Доступ до електрики              | 39,8                               |

Джерело: USAid Кенія

## Найробі

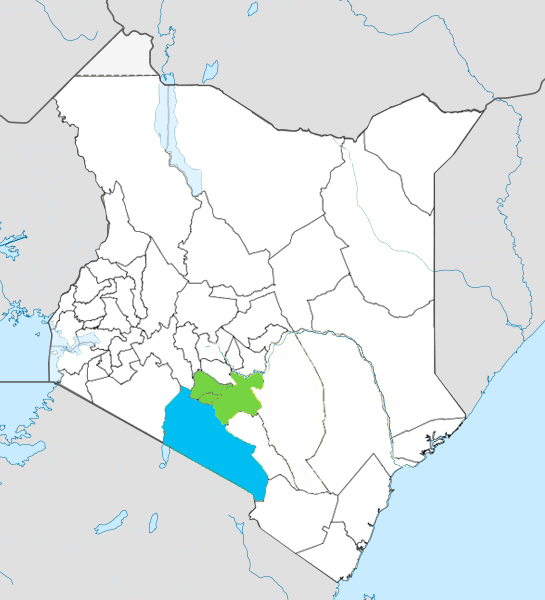
Повіт Каджіадо (синій) в метро Найробі (зелений)

Округ Каджіадо знаходиться в межах Великого Найробі, який складається з 4 з 47 графств Кенії, але цей район генерує близько 60 % багатства країни. Округи:
| Площа           | Повіт          | Площа (км 2) | Населення Перепис 2009 року | Міста / Міста / Муніципалітети в графствах                             |
| --------------- | -------------- | ------------ | --------------------------- | ---------------------------------------------------------------------- |
| Основна Найробі | Найробі        | 694,9        | 3,138,369                   | Найробі                                                                |
| Північ          | Округ Кіамбу   | 2,449.2      | 1,623,282                   | Kiambu, Тік, Limuru, Ruiru, Karuri, кікуйю                             |
| Південь         | Повіт Каджіадо | 21,292,7     | 687,312                     | Каджіадо, Olkejuado, Bissil, Ngong, Kitengela, Kiserian, Ongata Rongai |
| Схід            | Повіт Мачакос  | 5,952,9      | 1,098,584                   | Кангундо — Тала, Мачакос, річка Аті                                    |
| Підсумки        | Найробі метро  | 30,389,7     | 6,547,547                   |                                                                        |

Джерело: NairobiMetro   / Кенійський перепис [Архівовано 8 липня 2020 у Wayback Machine.]

## Статистика

### Розвиток населення
Джерело: OpenDataKenya

### Рівень багатства / бідності
| County              | Рівень бідності в метрополії Найробі (Відсоток) |
| ------------------- | ----------------------------------------------- |
| Каджіадо (графство) | 11,6                                            |
| Кіамбу (графство    | 21,8                                            |
| Найробі (графство)  | 22                                              |
| Мачакос (графство)  | 59,6                                            |
| Середній            | 45,9                                            |

Джерело: OpenDataKenya Worldbank